# Pavel Jibourtovitch
Temple de la renommée russe : 2004
Pavel Jibourtovitch (né le 25 juillet 1923 à Kouïbychev en URSS - mort en 2006) est un joueur russe de hockey sur glace.

## Carrière de joueur
En 1949, il commence sa carrière dans le championnat d'URSS avec le VVS MVO Moscou. Le 7 janvier 1950, l'avion de l'équipe se crashe à Sverdlovsk. Onze personnes décèdent dont son frère Iouri. En 1953, il rejoint le CSKA Moscou. Il termine avec un bilan de 248 matchs et 29 buts en élite.

## Carrière internationale
Il a représenté l'URSS à 24 reprises sur une période de trois saisons entre 1954 et 1957. Il a participé à trois éditions des championnats du monde pour un bilan d'une médaille d'or et deux d'argent.

## Statistiques
Pour les significations des abréviations, voir Statistiques du hockey sur glace.

### En équipe nationale
| Année | Équipe | Compétition |   | PJ | B | A | Pts | Pun               |  | Résultat |
| 1954  | URSS   | CM          | 5 | 0  |   | 0 |     | Médaille d'or     |  |          |
| 1955  | URSS   | CM          | 1 | 0  |   | 0 |     | Médaille d'argent |  |          |
| 1957  | URSS   | CM          | 6 | 0  |   | 0 |     | Médaille d'argent |  |          |